# Sulzheim (Bawaria)
Sulzheim – miejscowość i gmina w Niemczech, w kraju związkowym Bawaria, w rejencji Dolna Frankonia, w regionie Main-Rhön, w powiecie Schweinfurt, wchodzi w skład wspólnoty administracyjnej Gerolzhofen. Leży w Steigerwaldzie, około 13 km na południowy wschód od Schweinfurtu, przy drodze B286.

## Dzielnice
W skład gminy wchodzą cztery dzielnice: Alitzheim, Mönchstockheim, Sulzheim i Vögnitz.

## Demografia
| Rok  | Liczba mieszk. |
| ---- | -------------- |
| 1970 | 1 792          |
| 1987 | 1 764          |
| 2000 | 2 005          |
| 2004 | 2 007          |
| 2005 | 2 014          |

## Oświata
(na 1999)

W gminie znajduje się 100 miejsc przedszkolnych (2 placówkiz 93 dziećmi) oraz 2 szkoły podstawowe.

## Osoby urodzone w Sulzheim
- Franciszek Reinstein (1792) – polski architekt i grafik niemieckiego pochodzenia